# Sayri Túpac
Sayri Túpac (?–1561) byl v letech 1544–1557 inkou, kterým se však stal až po zániku Incké říše a poté, co se Inkové stáhli do neprostupných oblastí And, kde si vytvořili nezávislý státeček Vilcabambu. Byl synem svého předchůdce – inky Manca, který byl nejprve loutkovým inkou conquistadorů, později se vzbouřil, založil Vilcabambu a vedl odtud odboj. Jeho matkou byla Mancova sestra a hlavní manželka Cura Ocllo.

## Život
Sayri Túpac se stal inkou po smrti svého otce, kterého v roce 1544 zavraždili almagristé – Pizarrem poražení přívrženci Diega de Almagra, kterým Manco ve Vilcabambě poskytl útočiště. Pětiletý Sayri Túpac vládl v prvních letech s pomocí regentů, kteří ustoupili od násilné konfrontace se španělskými dobyvateli, podporovali vzájemný obchod a umožnili též příchod misionářů.
Španělský místokrál Pedro de la Gasca se neúspěšně pokoušel o to, aby vilcabambský panovník přesídlil na jím kontrolované území a mohl tak město oslabit. Úspěchu dosáhl až jeho nástupce Andrési Hurtado de Mendoza.
V roce 1557 již dospělý Sayri Túpac odešel z Vilcabamby do Limy, byl zde uvítám jako pán Peru, přijal křest a král Filip II. Španělský mu věnoval feudální léno Oropesa v posvátném údolí Inků Yucay při řece Vilcanotě. Jelikož jeho manželka byla zároveň jeho sestrou, byli oddáni až poté, co jim papež Julius III. udělil výjimku. Už v roce 1561 Sayri Túpac za neznámých okolností zemřel a dohady o tom, že byl otráven, dále přiživovaly nedůvěru vůči Španělům. Od jeho odchodu z Vilcabamby se novým inkou stal Titu Cusi Yupanqui.